# Bory Chrobotkowe Karaska
Bory Chrobotkowe Karaska este o arie protejată (sit de importanță comunitară — SCI) din Polonia întinsă pe o suprafață de 1.124,52 ha, integral pe uscat.

## Localizare
Centrul sitului Bory Chrobotkowe Karaska este situat la coordonatele 53°15′29″N 21°17′43″E / 53.258°N 21.2952°E.

## Înființare
Situl Bory Chrobotkowe Karaska a fost declarat sit de importanță comunitară în octombrie 2009 pentru a proteja 1 specie de plante.

## Biodiversitate
Situată în ecoregiunea continentală, aria protejată conține 1 habitat natural: Păduri central-europene de pin scoțian cu licheni.
La baza desemnării sitului se află o specie protejată de  plante: dedițelul (Pulsatilla patens).